# Gouesnac'h
Gouesnach är en kommun i departementet Finistère i regionen Bretagne i västra Frankrike. Kommunen ligger i kantonen Fouesnant som tillhör arrondissementet Quimper. År 2022 hade Gouesnach 2 765 invånare.

## Befolkningsutveckling
Antalet invånare i kommunen Gouesnach
Referens:INSEE